# Quintanavides (kommunhuvudort)
Quintanavides är en kommunhuvudort i Spanien.   Den ligger i provinsen Provincia de Burgos och regionen Kastilien och Leon, i den norra delen av landet, 230 km norr om huvudstaden Madrid. Quintanavides ligger 816 meter över havet och antalet invånare är 165.
Terrängen runt Quintanavides är platt söderut, men norrut är den kuperad. Quintanavides ligger nere i en dal. Runt Quintanavides är det mycket glesbefolkat, med 4 invånare per kvadratkilometer. Närmaste större samhälle är Briviesca, 11,3 km nordost om Quintanavides. Trakten runt Quintanavides består till största delen av jordbruksmark.